# Friedhelm Nicolin
Friedhelm Nicolin (* 10. Februar 1926 in Aachen; † 7. November 2007 in Röttgen) war Professor für Allgemeine Pädagogik mit dem Schwerpunkt Philosophie der Erziehung an der Universität Düsseldorf.

## Leben
Von 1957 bis 1967 leitete er das Hegel-Archiv. Zu seinen Publikationen zählen unter anderem Pädagogik als Wissenschaft (1969), Der junge Hegel in Stuttgart (1970), Stichwort Bildung (1974) sowie Auf Hegels Spuren (1996). Er verfasste zahlreiche Schriften und Editionen zur Hegelschen Philosophie.
Ab 1961 war er Mitherausgeber des Jahrbuchs Hegel-Studien und ab 1984 der Reihe Kultur und Erkenntnis.

## Schriften (Auswahl)
- G. W. F. Hegel: Enzyklopädie der philosophischen Wissenschaften im Grundrisse (1830). Hrsg.: Friedhelm Nicolin, Otto Pöggeler (= Philosophische Bibliothek. Band 33). 6. Auflage. F. Meiner, Hamburg 1959, DNB 451896203, doi:10.1515/9783112531129.[3]
- Friedhelm Nicolin (Hrsg.): Dokumente und Materialien zur Biographie (= Philosophische Studientexte; Briefe von und an Hegel. Band 4,1). De Gruyter, Berlin / Boston 2022, ISBN 978-3-11-253098-6, doi:10.1515/9783112530986 (Reprint der Auflage 1977).[4]
- Georg Wilhelm Friedrich Hegel: Gesammelte Werke: Frühe Schriften I. Hrsg.: Friedhelm Nicolin, Gisela Schüler. Felix Meiner Verlag, 1989, ISBN 978-3-7873-0267-3 (google.com).[5][6]